# بيرت رينولدز
بيرت رينولدز (بالإنجليزية: Burt Reynolds)‏ (11 فبراير 1936 - 6 سبتمبر 2018) هو ممثل أمريكي ومدير إنتاج وفنان صوت.

## فيلموغرافيه
| عام  | عنوان                    | دور              | ملاحظة |
| ---- | ------------------------ | ---------------- | --- |
| 1963 | توايلايت زون             |                  | |
| 1972 | الخلاص                   |                  | |
| 1974 | The Longest Yard         |                  | ترشيح — جائزة غولدن غلوب لأفضل ممثل - فيلم موسيقي أو كوميدي                                                           |
| 1981 | ذا كانونبول رن           |                  | |
| 1984 | كانونبول رن 2            | J.J. McClure     | |
| 1997 | ليال مرعبة               |                  | جائزة غولدن غلوب لأفضل ممثل مساعد - فيلم جائزة الأوسكار لأفضل ممثل مساعد ترشيح— جائزة البافتا لأفضل ممثل في دور ثانوي |
| 2002 | الملفات الغامضة          |                  | |
| 2002 | جي تي أي: فايس سيتي      | Avery Carrington | لعبة فيديو صوت |
| 2005 | The Longest Yard         |                  | |
| 2005 | ذا دوكس اوف هازرد (فيلم) |                  | |
| 2006 | اسمي إيرل                |                  | |
| 2012 | Archer                   | نفسه             | صوت |

## وصلات خارجية
- بيرت رينولدز على موقع IMDb (الإنجليزية)
- بيرت رينولدز على موقع الموسوعة البريطانية (الإنجليزية)
- بيرت رينولدز على موقع روتن توميتوز (الإنجليزية)
- بيرت رينولدز على موقع مونزينجر (الألمانية)
- بيرت رينولدز على موقع ألو سيني (الفرنسية)
- بيرت رينولدز على موقع ميوزك برينز (الإنجليزية)
- بيرت رينولدز على موقع تيرنر كلاسيك موفيز (الإنجليزية)
- بيرت رينولدز على موقع أول موفي (الإنجليزية)
- بيرت رينولدز على موقع قاعدة بيانات برودواي على الإنترنت (الإنجليزية)
- بيرت رينولدز على موقع قاعدة بيانات الأفلام السويدية (السويدية)
- بيرت رينولدز على موقع Charlie Rose
- Burt Reynolds & Friends Museum
- "Show Business: Frog Prince" 'Time' August 21, 1972
- "Burt Reynolds at Florida State University"